# Nargaroth
Nargaroth — німецький блек-метал-гурт, засновником якого є Rene Wagner, більш відомим під псевдонімом Kanwulf. Гурт є проектом одного музиканта.

## Історія
Музичний проект Nargaroth був заснований Канвульфом у 1996 році після розпаду його іншого проекту Exhuminenz. Перший запис під назвою Orke був здійснений, за його словами, в 1991 році (ця інформація часто піддається обґрунтованим сумнівам, за достовірним даними це демо записано і видано в 1998 році, як і наступне Herbstleyd) і містила 7 інструментальних композицій. Відсутність вокалу на демо пояснюється відсутністю необхідного обладнання для запису. Однак, це не перешкоджало його поширенню, в результаті було продано 150 примірників запису. Через два роки виходить вже друге демо Herbstleyd тиражем трохи більшим ніж попередній запис — 200 примірників. Однак не всі екземпляри розійшлися, у зв'язку з чим дуже проблематично дістати оригінал. За словами Канвульфа декілька примірників залишилося у нього. У 1995 році один з друзів Kanwulf'a вчиняє самогубство, з цього моменту проект припиняє функціонування на тривалий час.
Відродження проекту відбулося у 1998 році, коли Steffen — співробітник лейблу No Colours Records запропонував Kanwulf'у перезаписати Herbstleyd і випустити його на CD і на вінілі. Результатом переговорів стало видання зазначеного релізу в 1999 році лейблом No Colours Records. Деякі називають цей альбом «класикою блек-металу», сам Kanwulf охрестив його «Німецьким Мізантропічним металом». У 2000 році видано збірний матеріал під назвою Amarok, до нього увійшли старі записи, а також кавер-версія на пісню гурту Burzum Варга Вікернеса Black Spell of Destruction. Цей рік ознаменувався виходом демозапису Fuck Off Nowadays Black Metal на Sombre Records тиражем в 333 аудіокасети, а також 100 вінілових платівок. У демо вміщено матеріал з демо альбому і Herbstleyd, старі композиції den Tod Feinden та Fuck Off: Last Episode!  і нову композицію Black metal ist Krieg. Видання демозапису мало свої особливості — кожна непарна аудіокасета містила додаткову композицію A Black metal Song Just For Black Metal Maniacs, інші ж вміщували лише уривок зазначеної пісні.
У 2001 році виходить альбом Black metal ist Krieg у форматах діджіпак-CD і CD. Цей альбом породив безліч беззмістовних чуток як для гурту, так і для артиста, зокрема, звинувачення автора в нацизмі, за фотографії його родичів, які служили у вермахті під час Другої світової війни. Для Канвульфа це фото означало лише відданість його померлим членам сім'ї, незалежно від їх політичної приналежності; також він був відзначений як завзятий прихильник Burzum за пісню «The Day the Burzum Killed Mayhem», яка тільки переказує історію вбивства лідера Mayhem Євронімуса, єдиним членом Burzum, графом Грішнаком.
У 2002 році виходить міні-альбом Rasluka Part II, присвячений пам'яті друга Канвульфа, який покінчив життя самогубством у 1995 році, а також вокалісту AC/DC Бону Скотту. 
26 жовтня 2003 року світ побачив абсолютно новий матеріал під назвою Geliebte des Regens, ще через рік нарешті вийшов міні-альбом Rasluka Part I який спочатку планувалося видати разом з Moonblood на Sombre Records.У 2004 році виданий концертний альбом Crushing Some Belgian Scum, Rasluka Part I і Prosatanica Shooting Angels. Цей реліз спочатку передбачалося видати іншим проектом Канвульфа під назвою Prosatanica із записом, названої Shooting Angels. Наступний альбом Semper Fidelis ознаменував "переродження" персони Вагнера як митця під ніком «Канвульф» і взяття нового псевдо — просто «Еш», яке було його прізвиськом з дитинства. Це рішення було прийнято як засіб відчуження себе від сцени БМ, яка здебільшого не розуміла його роботи; таким чином, під псевдонімом «Ash», він буде працювати як художник з дуже невеликим або, скоріше, без урахування будь-яких напрямків. Він був виданий лейблом No Colors Records в 2007 році на стандартному компакт-диску з дорогоцінними каменями і коробкою, обмеженим накладом в 99 копій з ручною нумерацією, що вміщувала CD, подвійну LP-версію альбому, до якої увійшли кілька бонус-треків, DVD під назвою «Burning Leaf» », футболку і інші речі і особисту річ самого Вагнера, від якої він хотів позбутися (наприклад, обручка від його першого шлюбу).Вагнер зіграв одне шоу в Мексиці і Гватемалі в 2008 році.
У 2009 році альбом Jahreszeiten (Seasons) видано форматом  A5 digibook і подвійним LP. Вінілова версія містить розмовні вставки для кожної пісні, ці вставки не містяться в версії компакт-диска. 
У 2009 році він здійснив тур Південною Америкою, і в 2010 році він гастролював більшістю Центральної Америки (Гватемала, Сальвадор і Гондурас) і дав кілька додаткових концертів в Колумбії і Венесуелі. Наступний альбом Nargaroth, Spectral Visions of Mental Warfare, був виданий в 2011 році.
Назва Nargaroth складається з двох частин — Narg, термін, який означає природу, з якою тісно зв'язаний автор, і Roth, як приставка, адже Вагнеру подобався гурт Gorgoroth (особливо, альбоми  Written in Blood і Pentagram). Псевдонім Канвульф Вагнер придумав, черпаючи натхнення з французької книги по скандинавській міфології, близький до відомого Беовульфа, та менш відомої назви Арквульф.

## Склад

### Діючі учасники
- Kanwulf (Rene Wagner) — гітара, бас, вокал
- Marc — гітара (2008—)
- Unk — гітара (2007—)

### Колишні учасники
- Charoon — гітара (1996—2008)
- Darken — бас і гітара на концертних виступах (1996-1999, 2004-2007)
- Akhenaten — бас на концертних виступах (2002)

Ударні
- Erebor — ударні (2005—)
- L ' hiver (1998-1999, 2003)
- Butcher (2001)
- Occulta Mors (2001-2002)
- Asbath (концертні виступи 2001-2005)

## Дискографія
- 1991 — Orke (демо)
- 1993 — Herbstleyd (демо)
- 1999 — Herbstleyd
- 2000 — Fuck Off Nowadays Black Metal (демо)
- 2000 — Amarok (збірник)
- 2001 — Black Metal ist Krieg
- 2001 — Black Metal Endsieg II (спліт з Decayed, Apolokia і Godless North)
- 2002 — Rasluka Pt. II (EP)
- 2003 — Geliebte des Regens
- 2004 — Crushing Some Belgian Scum (Концертний EP)
- 2004 — Rasluka Pt. I (EP)
- 2004 — Prosatanica Shooting Angels
- 2007 — Nargaroth — Sarvari (спліт)
- 2007 — Semper Fidelis
- 2008 — Dead-Ication (DVD)
- 2009 — Jahreszeiten
- 2011 — Spectral Visions of Mental Warfare
- 2011 — Rasluka (збірник)
- 2012 — Black Metal Manda Hijos de Puta (концертний альбом)
- 2017 — Era of Threnody